# پروتئین شماره ۱ بازدارنده آپوپتوز سلولی

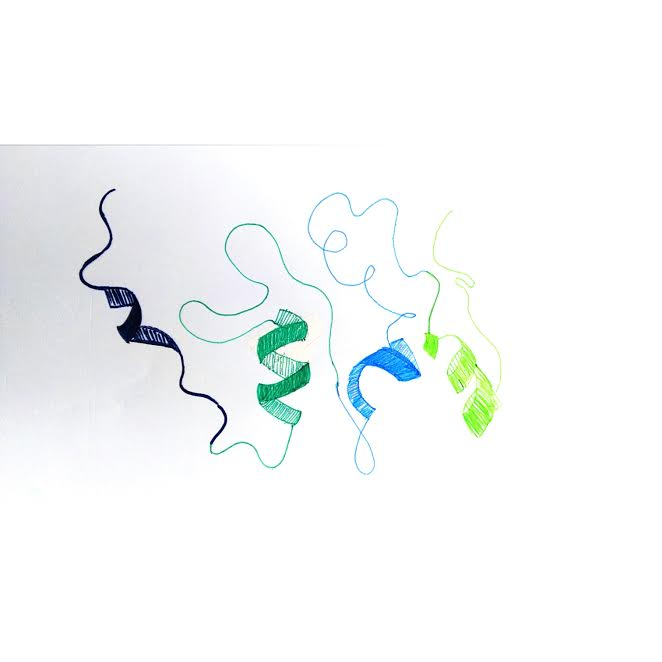
ساختار CIAP1

پروتئین شمارهٔ ۱ بازدارندهٔ آپوپتوز سلولی (انگلیسی: Cellular Inhibitor of Apoptosis Protein 1) که به اختصار «سی‌آی‌ای‌پی‌۱» نامیده می‌شود و با نامِ «BIRC2» هم شناخته می‌شود، یکی از پروتئین‌های خانوادهٔ «IAP» است و به همین دلیل در خود، دست‌کم یک دومین بازدارندهٔ آپوپتوز دارد.
این پروتئین که از ۶۱۸ اسید آمینه با وزن ملکولی ۶۹٬۹ کیلو دالتون تشکیل شده‌است، یک مولکول چندکاره است که در سیتوپلاسم سلول‌های طبیعی و هستهٔ سلول‌های سرطانی دیده می‌شود.
این پروتئین تأثیر زیادی در رشد انواع سلول‌های سرطانی دارد و در ایجاد استئوسارکوما، سرطان معده و چند نوع تومور دیگر نقش دارد.
| cIAP1                   | cIAP1                                   |
| ----------------------- | --------------------------------------- |
| نام کامل                | پروتئین شمارهٔ ۱ بازدارندهٔ آپوپتوز سلولی |
| نام اختصاری             | cIAP1                                   |
| خانوادهٔ پروتئینی        | پروتئین‌های بازدارندهٔ آپوپتوز سلول       |
| تعداد اسیدهای آمینه     | ۶۱۸                                     |
| وزن ملکولی              | ۶۹٬۹ کیلو دالتون                        |
| مکان کروموزومی در انسان | کروموزوم ۱۱                             |